# Michael Carter-Williams
Michael Carter-Williams (Hamilton, 10 ottobre 1991) è un ex cestista statunitense, professionista in NBA.

## Carriera

### Philadelphia 76ers (2013-2015)
Venne selezionato con l'undicesima scelta assoluta al Draft NBA 2013 dai Philadelphia 76ers. Il 30 ottobre 2013, esordì in NBA giocando 36 minuti contro i Miami Heat, campioni in carica. La giovane matricola mise a referto 22 punti, 12 assist, 7 rimbalzi e 9 palle recuperate (record per la partita di esordio di una matricola), risultando decisivo per la vittoria della sua squadra. È inoltre l'unico rookie insieme a Shaquille O'Neal ad aver vinto il premio "Giocatore della settimana" dei 7 giorni di apertura della NBA. Il 4 maggio 2014 venne eletto Rookie of the year avendo una media di 16,7 punti, 6,3 assist, 6,2 rimbalzi, 1,9 recuperi e 0,6 stoppate in 34,5 minuti a partita.
La stagione successiva Carter-Williams tenne di media 15 punti, ma in gennaio il G.M. della franchigia della Pennsylvania Bryan Colangelo decise di cederlo.

### Milwaukee Bucks (2015-2016)
Il 19 febbraio 2015 venne ceduto ai Milwaukee Bucks in uno scambio a 3 squadre che coinvolse anche i Phoenix Suns. Tuttavia, nonostante lui ebbe 14,1 punti di media nella prima (mezza) stagione e 11,5 nella seconda non convinse mai il coach dei cervi Jason Kidd, che arrivò a preferirgli l'ala piccola Giannīs Antetokounmpo nel ruolo di playmaker.

### Chicago Bulls (2016-2017)
Il 17 ottobre 2016 passò ai Chicago Bulls in cambio di Tony Snell. Partì titolare in alcune occasioni a Chicago visto che il coach dei tori Fred Hoiberg cambiò spesso playmaker titolare da dicembre in poi visti i problemi caratteriali di Rajon Rondo (titolare designato a inizio stagione) Carter-Williams partì titolare in alcune occasioni giocandosi spesso il posto con Jerian Grant e lo stesso Rondo. Dei 3 Carter-Williams fu quello che giocò di meno, giocando solo 45 partite (numero più basso in carriera), di cui 19 da titolare e tenne solamente 6,6 punti di media.

### Charlotte Hornets (2017-2018)
Il 2 luglio 2017 firmò con gli Charlotte Hornets per rimpiazzare Ramon Sessions nel ruolo di riserva di Kemba Walker. Il 10 marzo 2018 terminò anzitempo la stagione a causa di un infortunio alla spalla sinistra. Trovò comunque più spazio rispetto all'anno precedente giocando 52 partite.

### Houston Rockets (2018-2019)

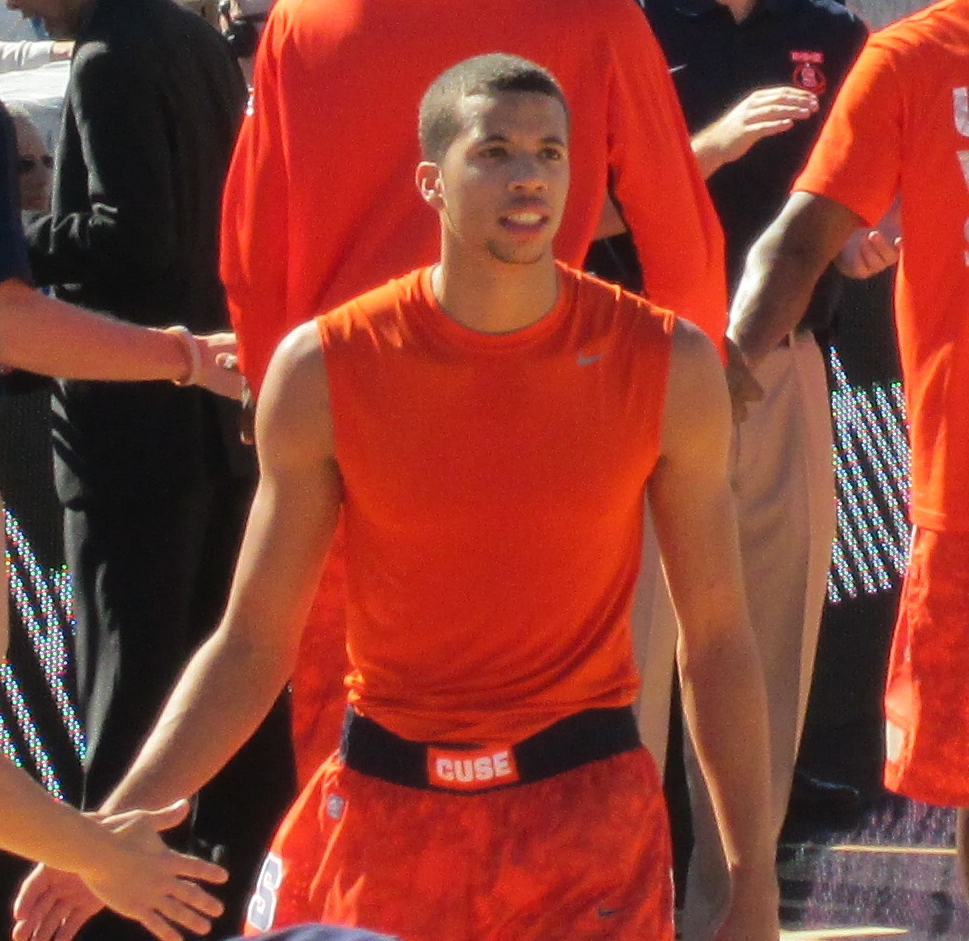
Michael Carter-Williams a Syracuse

Il 7 luglio 2018 si accasò agli Houston Rockets. A Houston trova poco spazio nelle rotazioni del coach dei texani Mike D'Antoni, segnalandosi solo per un tiro da 3 punti (cosa non tipica per lui viste le basse percentuali avute da lui in carriera al tiro dall'arco) contro gli Washington Wizards che è stato il 26º tiro realizzato dalla propria squadra in quella partita battendo il record NBA di 25. Tolto quel tiro non si è fatto notare molto in Texas, venendo ceduto il 7 gennaio 2019 ai Chicago Bulls, sua ex squadra, che lo tagliano immediatamente.

### Orlando Magic (2019-)
Dopo due mesi da free agent, il 16 marzo 2019 firma con gli Orlando Magic. Il 26 marzo rinnova il suo contratto con la franchigia della Florida per altri 10 giorni. Al termine del secondo contratto i Magic hanno deciso di rinnovarglielo sino al termine della stagione il 5 aprile 2019.

## Statistiche

### NCAA
| Anno      | Squadra         | PG | PT | MP   | TC%  | 3P%  | TL%  | RP  | AP  | PRP | SP  | PP   |
| --------- | --------------- | -- | -- | ---- | ---- | ---- | ---- | --- | --- | --- | --- | ---- |
| 2011-2012 | Syracuse Orange | 26 | 0  | 10,3 | 43,1 | 38,9 | 56,5 | 1,5 | 2,1 | 0,8 | 0,3 | 2,7  |
| 2012-2013 | Syracuse Orange | 40 | 40 | 35,2 | 39,3 | 29,4 | 69,4 | 5,0 | 7,3 | 2,7 | 0,5 | 11,9 |
| Carriera  | Carriera        | 66 | 40 | 25,4 | 39,8 | 30,7 | 67,9 | 3,6 | 5,2 | 2,0 | 0,4 | 8,2  |

#### Massimi in carriera
- Massimo di punti: 24 vs Indiana (28 marzo 2013)[14]
- Massimo di rimbalzi: 10 vs Arkansas (30 novembre 2012)
- Massimo di assist: 16 vs Monmouth (8 dicembre 2012)
- Massimo di palle rubate: 6 vs St. John's (10 febbraio 2013)
- Massimo di stoppate: 4 vs Monmouth (8 dicembre 2012)
- Massimo di minuti giocati: 44 vs Villanova (26 gennaio 2013)

### NBA

#### Regular season
| Anno      | Squadra            | PG  | PT  | MP   | TC%  | 3P%  | TL%  | RP  | AP  | PRP | SP  | PP   |
| --------- | ------------------ | --- | --- | ---- | ---- | ---- | ---- | --- | --- | --- | --- | ---- |
| 2013-2014 | Philadelphia 76ers | 70  | 70  | 34,5 | 40,5 | 26,4 | 70,3 | 6,2 | 6,3 | 1,9 | 0,6 | 16,7 |
| 2014-2015 | Philadelphia 76ers | 41  | 38  | 33,9 | 38,0 | 25,6 | 64,3 | 6,2 | 7,4 | 1,5 | 0,4 | 15,0 |
| 2014-2015 | Milwaukee Bucks    | 25  | 25  | 30,3 | 42,9 | 14,3 | 78,0 | 5,6 | 5,6 | 2,0 | 0,5 | 14,1 |
| 2015-2016 | Milwaukee Bucks    | 54  | 37  | 30,5 | 45,2 | 27,3 | 65,4 | 5,1 | 5,2 | 1,5 | 0,8 | 11,5 |
| 2016-2017 | Chicago Bulls      | 45  | 19  | 18,8 | 36,6 | 23,4 | 75,3 | 3,4 | 2,5 | 0,8 | 0,5 | 6,6  |
| 2017-2018 | Charlotte Hornets  | 52  | 2   | 16,1 | 33,2 | 23,7 | 82,0 | 2,7 | 2,2 | 0,8 | 0,4 | 4,6  |
| 2018-2019 | Houston Rockets    | 16  | 1   | 9,1  | 41,0 | 36,8 | 46,2 | 0,8 | 1,3 | 0,6 | 0,4 | 4,3  |
| 2018-2019 | Orlando Magic      | 12  | 0   | 18,9 | 33,9 | 15,8 | 74,1 | 4,8 | 4,1 | 0,9 | 0,8 | 5,4  |
| 2019-2020 | Orlando Magic      | 45  | 0   | 18,5 | 42,7 | 29,3 | 83,2 | 3,3 | 2,4 | 1,1 | 0,5 | 7,2  |
| 2020-2021 | Orlando Magic      | 31  | 25  | 25,8 | 38,9 | 24,6 | 61,3 | 4,5 | 4,2 | 0,8 | 0,5 | 8,8  |
| 2022-2023 | Orlando Magic      | 4   | 0   | 11,0 | 42,9 | 33,3 | 57,1 | 1,3 | 1,8 | 0,3 | 0,3 | 4,3  |
| Carriera  | Carriera           | 395 | 217 | 25,2 | 40,2 | 25,6 | 70,5 | 4,3 | 4,3 | 1,3 | 0,5 | 10,2 |

### Play-off
| Anno     | Squadra         | PG | PT | MP   | TC%  | 3P%  | TL%  | RP  | AP  | PRP | SP  | PP   |
| -------- | --------------- | -- | -- | ---- | ---- | ---- | ---- | --- | --- | --- | --- | ---- |
| 2015     | Milwaukee Bucks | 6  | 6  | 31,8 | 42,3 | 0,0  | 58,3 | 4,3 | 4,8 | 1,2 | 1,0 | 12,2 |
| 2017     | Chicago Bulls   | 5  | 0  | 10,6 | 40,0 | 0,0  | 50,0 | 0,8 | 1,2 | 0,4 | 0,2 | 2,8  |
| 2019     | Orlando Magic   | 5  | 0  | 18,4 | 38,7 | 25,0 | 87,5 | 4,0 | 2,4 | 0,6 | 0,0 | 6,6  |
| Carriera | Carriera        | 16 | 6  | 21,0 | 41,1 | 14,3 | 66,7 | 3,2 | 2,9 | 0,8 | 0,4 | 7,5  |

#### Massimi in carriera
- Massimo di punti: 33 vs Cleveland Cavaliers (7 gennaio 2014)[15]
- Massimo di rimbalzi: 14 vs Boston Celtics (14 aprile 2014)
- Massimo di assist: 16 vs Dallas Mavericks (29 novembre 2014)
- Massimo di palle rubate: 9 vs Miami Heat (30 ottobre 2013)
- Massimo di stoppate: 3 (12 volte)
- Massimo di minuti giocati: 49 vs Cleveland Cavaliers (9 novembre 2013)

## Palmarès
- McDonald's All-American Game (2011)
- NBA Rookie of the Year: 2013-2014
- NBA All-Rookie First Team (2014)